# Хто не з нами, той проти нас
«Хто не з нами, той проти нас» — відомий вислів, що визначає безкомпромісність і нетерпіння нейтральної позиції, в сучасному вузькому значенні — як ідеологема тоталітаризму.
Першоджерелом вважаються слова Христа, передані в Євангелії від Матвія: «Хто не зо Мною, той проти Мене; і хто не збирає зо Мною, той розкидає» (Мф. 12:30).
В Радянській Росії в перші роки після Жовтневого перевороту вислів використовувалася як загроза або застереження тим, хто займає нейтральну політичну позицію.
Беніто Муссоліні, лідер італійських фашистів, заявляв: італ. «O con noi o contro di noi».
Джордж Вокер Буш в 2001 році під час оголошення війни проти тероризму заявив: англ. «You're either with us, or against us».